# Société chinoise de psychiatrie
La Société chinoise de psychiatrie (SCP) (中华医学会精神病学分会) est la plus grande organisation de psychiatres en Chine. 
Cette société savante est l'auteur du manuel de la Classification chinoise des troubles mentaux (CCTM). La SCP publie également des ouvrages de bonnes pratiques cliniques; s'étendant sur les pratiques, recherches et communications psychiatriques ; entraînement de nouveaux professionnels; et conférences académiques. 